# Дидык, Николай Анатольевич
Николай Анатольевич Дидык (1 января 1935 — 24 июля 2000) — депутат Верховного Совета УССР 10-11-го созывов, народный депутат Украины 12 (1) созыва, председатель Винницкого облисполкома (1986—1991), председатель Винницкого областного совета (1991—1992), представитель президента в Винницкой области (1992—1994). Член ЦК КПУ в 1990 — 1991 г.

## Биография
Родился 1 января 1935 года в с. Байковцы Калиновского района Винницкой области, в семье крестьян, украинец, образование высшее, преподаватель философии, экономист. Окончил КГУ им. Т. Г. Шевченко, Высшую партийную школу при ЦК КПУ, Житомирский сельскохозяйственный институт.
Член КПСС с 1957 года; депутат ВС УССР X, XI созывов, депутат областного Совета; член военных советов Военно-Воздушных Сил и 43 Ракетной Армии.
Выдвинут кандидатом в народные депутаты избирателями Винницкого избирательного округа № 31.
04.03.1990 избран Народным депутатом Украины, 1-й тур 68,17 % голосов, 2 претендента.
Член Комиссии ВР Украины по вопросам планирования, бюджета, финансов и цен. Сложил полномочия 18.06.1992 в связи с назначением Представителем Президента Украины в Винницкой области.
Награжден двумя орденами Трудового Красного Знамени, орденом Дружбы Народов, медалями, Почетной грамотой Президиума ВР УССР, именными часами лично Маршалом СССР Г. К. Жуковым.
Женат, имеет двух детей.